# 尼敦·亞基
尼敦·本杰明·亞基（荷蘭語：Nathan Benjamin Aké，發音：['nɑtɑn 'aːkeː]；1995年2月18日—）是一名荷蘭職業足球員，現時效力英格蘭超級足球聯賽球會曼城，主要司職中堅，但也可以作為左閘或防守中場，为荷兰国家队成员之一。

## 早期
亞基出身於他的出生地球會ADO海牙，並於12歲時加盟飛燕諾青年軍。

## 球會生涯

### 車路士
亞基在2011年，即加入飛燕諾青年軍4年後，以16歲之齡加盟車路士青年軍。

#### 2012-13
2012年12月26日，年僅17歲又10個月的亞基首次於英超亮相，在對諾域治的比賽的傷停時間後備入替馬達，車路士最終以1-0勝出。
他在對米杜士堡的足總杯比賽中首次為車路士正選上陣。
在4月11日的歐霸盃八強第二回合的比賽，亞基再次上陣。雖然球隊以3-2敗筆，但以總比數5-4擊敗來自俄羅斯的魯賓卡山，晉級準決賽。 
亞基於歐霸盃準決賽第二回合對巴素爾的比賽再次出場，在82分鐘入替大衛·雷斯，他亦再一次在防守中場的位置出場，協助球隊晉身決賽。在之後對賓菲加的歐霸盃決賽，亞基是後備球員，但沒有上陣，最後車路士勝出決賽。 他在季未的球隊頒獎典禮中獲得了最佳年青球員，並在英超的最後一個比賽日首次在英超正選上陣，協助球隊以2比1擊敗愛華頓。
亞基在2013年8月與車路士續約至2018年。2014年10月21日，亞基於車路士主場對陣馬里博爾的分組賽比賽中上演歐聯處子戰，於60分鐘後備入替法比加斯，並且助攻了夏薩特的第二個入球。

#### 外借
在2015年3月25日，亞基被外借到英冠球隊雷丁，並於10天後對卡迪夫城的英冠比賽中首次上陣。雖然外借只有短短一個月，但亞基依然於英冠上陣了5次。儘管亞基當季只為車路士出場一次，但時任車路士領隊摩連奴表示亞基也會獲得英超冠軍獎牌。
車路士於8月14日宣布亞基在簽下一份五年合約後，將會在2014-15球季外借到升班馬屈福特
。
11天後，亞基於聯賽杯第二圈首度為屈福特出場，但卻以1比0輸給英冠球隊普雷斯頓
。 9月19日，亞基在首次為屈福特在英超出場，於比賽尾段後備披甲，為球隊鎖定以2比1擊敗紐卡素。
在12月20日對利物浦的比賽中，亞基射入他職業生涯的第一個入球，屈福特最終以3比0擊敗對手。外借到屈福特期間，亞基主要出現在左後衛的位置。他的表現和態度令他獲得了屈福特的最佳青年球員
。

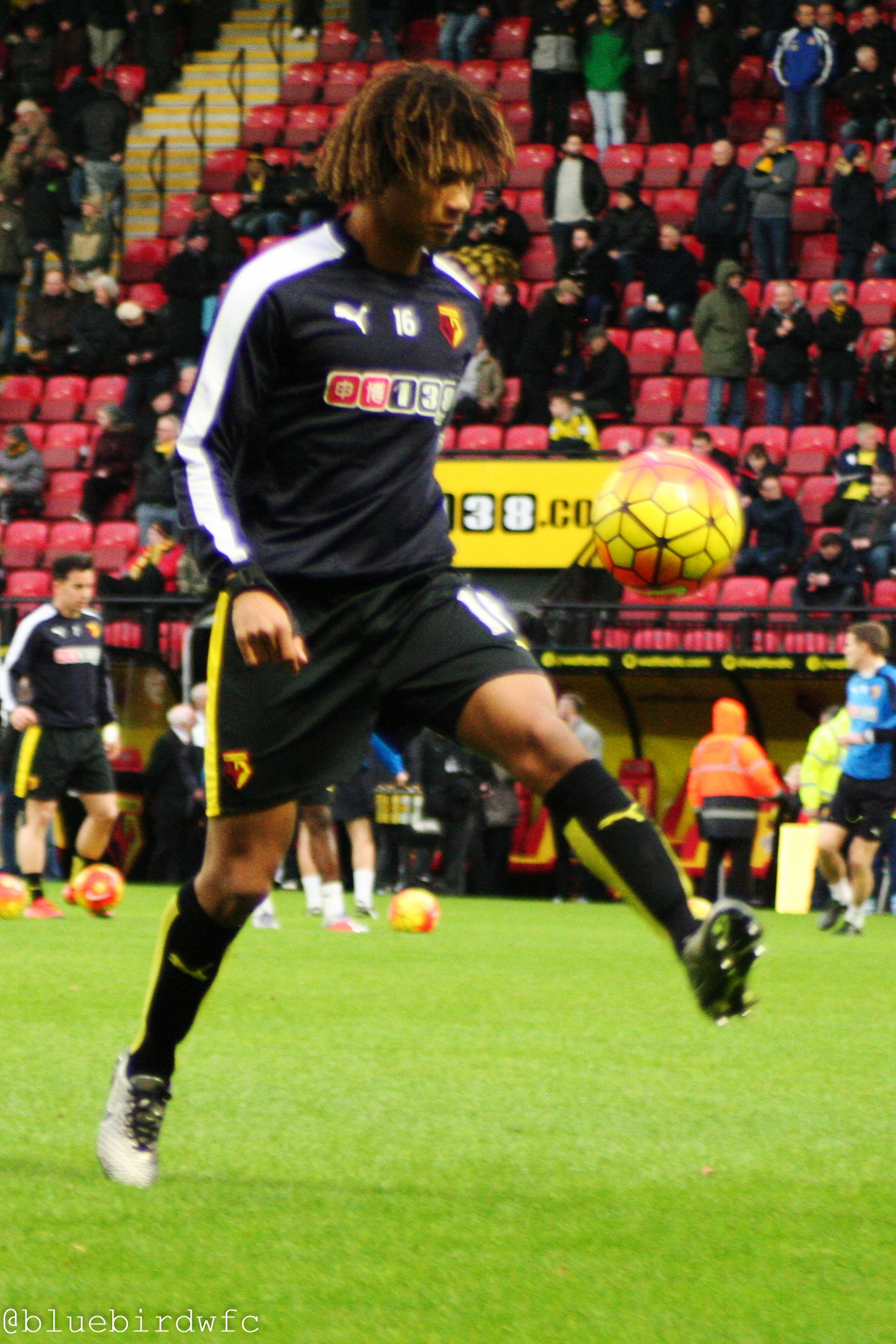
亞基曾被外借到屈福特

車路士於2016年6月29日宣布把亞基再次外借，而這次他外借加盟的球會是般尼茅夫。亞基的般尼茅夫地標戰是在8月21日，在隊友哈里·阿特紅牌後後備入替佐敦·伊比。般尼茅夫最終以0比1輸給韋斯咸。 在輸給韋斯咸的比賽後3天，亞基首次為般尼茅夫正選上陣，協助般尼茅夫於聯賽杯第二圈以2-1擊敗英乙球會莫克姆。
亞基在11月19日，對史篤城的比賽中射入比賽唯一入球，這亦是他為般尼茅夫射入的第一個入球。
在2016年12月4日，般尼茅夫在只剩15分鐘仍輸3比1的情況下，反勝利物浦4比3，而亞基於93分鐘射入致勝一球，這亦是他的第三個英超入球。

#### 重返車路士
車路士於2017年1月8日決定終止亞基的外借
，並於1月28日對巴拉福特的足總杯比賽中幫助球隊以4比0輕鬆擊敗對手，完成重返車路士後的地標戰。 亞基於2月18日的足總杯比賽中再次為車路士上陣，這一次以2比0擊敗狼隊。
4月22日，在溫布利球場的足總杯準決賽與熱刺的比賽中，亞基在中堅位置與大衛雷斯和艾斯派古達一同正選出場，並以4比2擊敗對手，協助車路士進軍決賽。

### 般尼茅夫
亞基於2017年6月30日，正式以2千萬英鎊的轉會費再次加盟般尼茅夫，是當時般尼茅夫的球會紀錄轉會費。

### 曼城
亞基於2020年8月5日，以4千1百萬英鎊的轉會費加盟曼城，簽約5年，將穿6號球衣。

## 國家隊
自從亞基在2009年首次代表荷蘭U15國家隊，他已經為荷蘭國家隊所有的青年梯隊上陣了總共54次。他曾是荷蘭U17和U19梯隊的隊長。亞基亦參加了2011和2012年的U17歐洲國家盃，並分別贏得了兩次的冠軍。
2017年5月31日，亞基在對摩洛哥的國際友誼賽中首次正選出場，並踢滿90分鐘，荷蘭最終以2-1擊敗對手。
2022年11月，亞基獲选入2022年世界盃荷蘭的最終26人名單。
2024年5月，亞基入选荷兰参加2024年歐洲足球錦標賽的最终名单。

## 技術風格
亞基控球時的冷靜和他的髮型令很多人都拿他和退役荷蘭、車路士名宿古列治作出比較。而他可以在多個不同位置上陣的特性則讓人拿他和大衛·雷斯比較。
亞基曾經表示雖然最近的球季大多數出場的位置是中堅或左後衛，但他最喜歡的位置是中場。

## 個人生活
亞基的父親是一名科特迪亞人，他的母親是一名荷蘭人。

## 生涯統計

### 球會
最後更新：2019年5月12日
| 效力球會         | 球季     | 聯賽 | 聯賽 | 盃賽 | 盃賽 | 歐洲賽 | 歐洲賽 | 其他 | 其他 | 總計 | 總計 |
| ---------------- | -------- | ---- | ---- | ---- | ---- | ------ | ------ | ---- | ---- | ---- | ---- |
| 效力球會         | 球季     | 上陣 | 入球 | 上陣 | 入球 | 上陣   | 入球   | 上陣 | 入球 | 上陣 | 入球 |
| 車路士           | 2012–13  | 3    | 0    | 1    | 0    | 2      | 0      | 0    | 0    | 6    | 0    |
| 車路士           | 2013-14  | 1    | 0    | 0    | 0    | 0      | 0      | —    | —    | 1    | 0    |
| 車路士           | 2014-15  | 1    | 0    | 3    | 0    | 1      | 0      | —    | —    | 5    | 0    |
| 車路士           | 2016-17  | 2    | 0    | 3    | 0    | —      | —      | —    | —    | 5    | 0    |
| 車路士           | 總計     | 7    | 0    | 7    | 0    | 3      | 0      | 0    | 0    | 17   | 0    |
| 雷丁（外借）     | 2014-15  | 5    | 0    | 0    | 0    | —      | —      | —    | —    | 5    | 0    |
| 屈福特（外借）   | 2015-16  | 24   | 1    | 4    | 0    | —      | —      | —    | —    | 28   | 1    |
| 總計             | 總計     | 29   | 1    | 4    | 0    | —      | —      | —    | —    | 33   | 1    |
| 般尼茅夫（外借） | 2016-17  | 10   | 3    | 2    | 0    | —      | —      | —    | —    | 12   | 3    |
| 般尼茅夫         | 2017–18  | 38   | 2    | 2    | 0    | —      | —      | —    | —    | 41   | 2    |
| 般尼茅夫         | 2018-19  | 38   | 4    | 1    | 0    | —      | —      | —    | —    | 34   | 3    |
| 般尼茅夫         | 總計     | 86   | 9    | 5    | 0    | —      | —      | —    | —    | 91   | 9    |
| 歷年總計         | 歷年總計 | 122  | 10   | 16   | 0    | 3      | 0      | 0    | 0    | 141  | 10   |

1. ↑  於歐霸盃出場
2. ↑  於歐聯出場

### 國家隊
最後更新：2018年11月16日
| 代表國家隊 | 賽季 | 上陣 | 入球 |
| ---------- | ---- | ---- | ---- |
| 荷蘭       | 2017 | 5    | 0    |
| 荷蘭       | 2018 | 5    | 1    |
| 總計       | 總計 | 10   | 1    |

#### 國家隊入球
以荷蘭入球與賽事次序為先
| #  | 比賽日期     | 比賽場地                 | 對手   | 入球 | 比數 | 賽事   |
| -- | ------------ | ------------------------ | ------ | ---- | ---- | ------ |
| 1. | 2018年6月4號 | 義大利都靈，祖雲達斯球場 | 義大利 | 1–1  | 1–1  | 熱身賽 |

## 榮譽

### 球會
車路士
- 英格蘭聯賽杯冠軍：2014–15[51]
- 歐霸盃冠軍：2012–13

 曼城
- 英格兰足球超级联赛冠軍：2020–21、2021–22、2022-23[52]、2023–24
- 英格蘭聯賽盃冠軍：2020–21
- 英格蘭足總盃冠軍：2022–23[53]
- 歐冠冠军：2022–23
- 歐洲超級盃冠軍：2023[54]
- 世界冠軍球會盃冠軍：2023[55]

### 國家隊
荷蘭U17
- U17歐洲國家盃冠軍：2011、2012

### 個人獎項
- 車路士賽季最佳青訓球員：2012–13[56]
- 屈福特賽季最佳年青球員：2015–16[20]

## 外部連結
- Soccerway資料庫：尼敦·亞基